# Градишка (община)
Община Градишка (на сръбски: Општина Градишка) е разположена в Република Сръбска, част от Босна и Херцеговина. Неин административен център е град Градишка. Общата площ на общината е 762.06 км2. Населението ѝ през 2004 година е 61 440 души.